# Українці Воєводини
Українці у Воєводині (серб. Украјинци у Војводини / Ukrajinci u Vojvodini) — одна з національних меншин в автономному краї Воєводина, що в Сербії.

## Історія
На території сучасної Воєводини здебільшого з'явилися після звільнення південної Угорщини від турків у часи Габсбурзької монархії. Належать до новішої хвилі української еміграції. Переселенці з України ранішої хвилі еміграції називали себе русинами, оскільки такою була тодішня самоназва тих українців.
Українці-католики піддавалися асиміляційному тиску з боку влади Габсбургів (германізація), а в ХІХ столітті — з боку угорської (мадяризація) влади.
Після входження краю в Югославію частина українців православної віри була асимільована сербами, головним чином унаслідок природної асиміляції: сербізація полегшувалася через схожість слов'янських мов і належність до православ'я.

## Мова і релігія
Говорять українською мовою. За віросповіданням — греко-католики.

## Чисельність
За даними перепису 2002 року у Воєводині проживало 4365 українців, що робило їх 12-ю за чисельністю національною громадою краю. Крім того, під час цього перепису 15 626 жителів Воєводини записалися «русинами», які у Сербії нині офіційно вважаються окремою національністю. Таким чином, русини становлять шосту за чисельністю національну групу краю, а зважаючи на те, що такою була самоназва вихідців з України ранньої хвилі еміграції, їх теж не можна не враховувати при визначенні справжньої чисельності українців у Воєводині. При чому ареал розселення як власне українців, так і офіційних русинів здебільшого збігається. Більшість із них мешкають у Бачці: у муніципалітетах Вербас, де українців налічується 2,12 %, а русинів — 8,21 %, та Кула з часткою 3,00 % і 11,16 % відповідно.
Органи обліку населення до 1991 року записували українців разом з особами українського походження, що себе ідентифікують як «русини». Статистичні дані за 1880 рік засвідчують, що українців і русинів було 9 299, що становило 0,8 % населення сьогоденної території краю. Вони посідали сьоме місце за чисельністю, після сербів, німців, угорців, хорватів (разом з якими облікували бунєвців і шокців), румунів і словаків. За переписом 1890 року, українців разом із русинами було 11 022 душі, що теж становило 0,8 % тодішнього населення краю. Вони знову були сьомими за кількістю. Перепис 1900 року виявив 12 663 українці і русини, що являло 0,9 % населення нинішньої території краю. Вони залишалися сьомими за кількістю. За даними перепису 1948 року, у Воєводині налічувалося 22 083 українці, записані з русинами як одне ціле, що становило 1,3 % населення. Вони були восьмою за чисельністю національною громадою. За переписом 1981 року, у краї проживали 24 306 українців і русинів, які разом складали 1,2 % населення. Вони знову були сьомими за кількістю. Лише починаючи з перепису 1991 року, українців почали записувати окремо від русинів. За даними цього перепису, було 2 057 українців, що становило 0,1 % населення (15-те місце за чисельністю), та 17 889 русинів, що становило 0,9 % населення (10-те місце). Перепис 2002 зафіксував 4 635 українців (0,1 %) і 15 626 русинів (0,77 %), які за кількістю посідали 12-те і 10-те місця відповідно.

## Культура
Друковане періодичне видання українців і русинів краю — «Руске слово».